# Walther P38
La Walther P38 è una pistola semiautomatica prodotta inizialmente nella Germania nazista a partire dal 1938.

## Storia
L'arma nacque dallo sviluppo della AP (Armee Pistole) e HP (Heeres Pistole). L'anno stesso la pistola venne adottata dall'esercito tedesco col nome di P38 (da "Pistole 1938", distribuita però solo dal 1940) e dal 1939 divenne anche la pistola d'ordinanza dell'esercito svedese con la sigla M39. Venne anche proposta sul mercato civile, dalla Walther, come modello "P.38" (con il "punto" tra lettera e numero per aggirare il divieto di vendita di armi con denominazione militare). Erano, ad esempio, P.38 civili le armi corte acquistate in piccolo numero dalla RSI.
Nell'immediato dopoguerra venne prodotta anche in Francia dalla Manurhin (per la Gendarmeria) e, dal 1957 con l'entrata della RFT nella NATO, venne riproposta come P1 ma con fusto in lega d'alluminio e carrello in acciaio, destinata alla Bundeswehr e alla Bundespolizei. Parallelamente riprese la produzione per il mercato civile delle P.38 con fusto in acciaio, brunite e meglio rifinite dei modelli militari, spesso dotate di guancette in legno, nei due calibri 9 mm para e 7,65 mm para.
La P1 militare, fosfatata e non brunita, venne infine rimodernata nei primi anni settanta con l'introduzione di un tassello di acciaio nel fusto, su cui lavorava il chiavistello oscillante, e con nuove mire dotate di riferimenti bianchi per il tiro in condizioni di luce scarsa.
La P38 nasce in calibro 9mm Parabellum, ma è stata prodotta fino al 1978 anche in calibro 7,65 × 21 mm Parabellum ed in piccole serie in cal. .38 Super, .45 ACP e .22 Long Rifle. In Italia è facile trovare P38 modificate nel secondo dopoguerra in calibro 9 × 21 mm IMI, in quanto prima del 22 dicembre 2021, salvo eccezioni, le armi corte in calibro 9 × 19 parabellum, erano vietate ai civili.
Ad oggi la P38 e la P1 si trovano in Italia in calibro 9x19 e con la classificazione anche sportiva.

## Tecnica

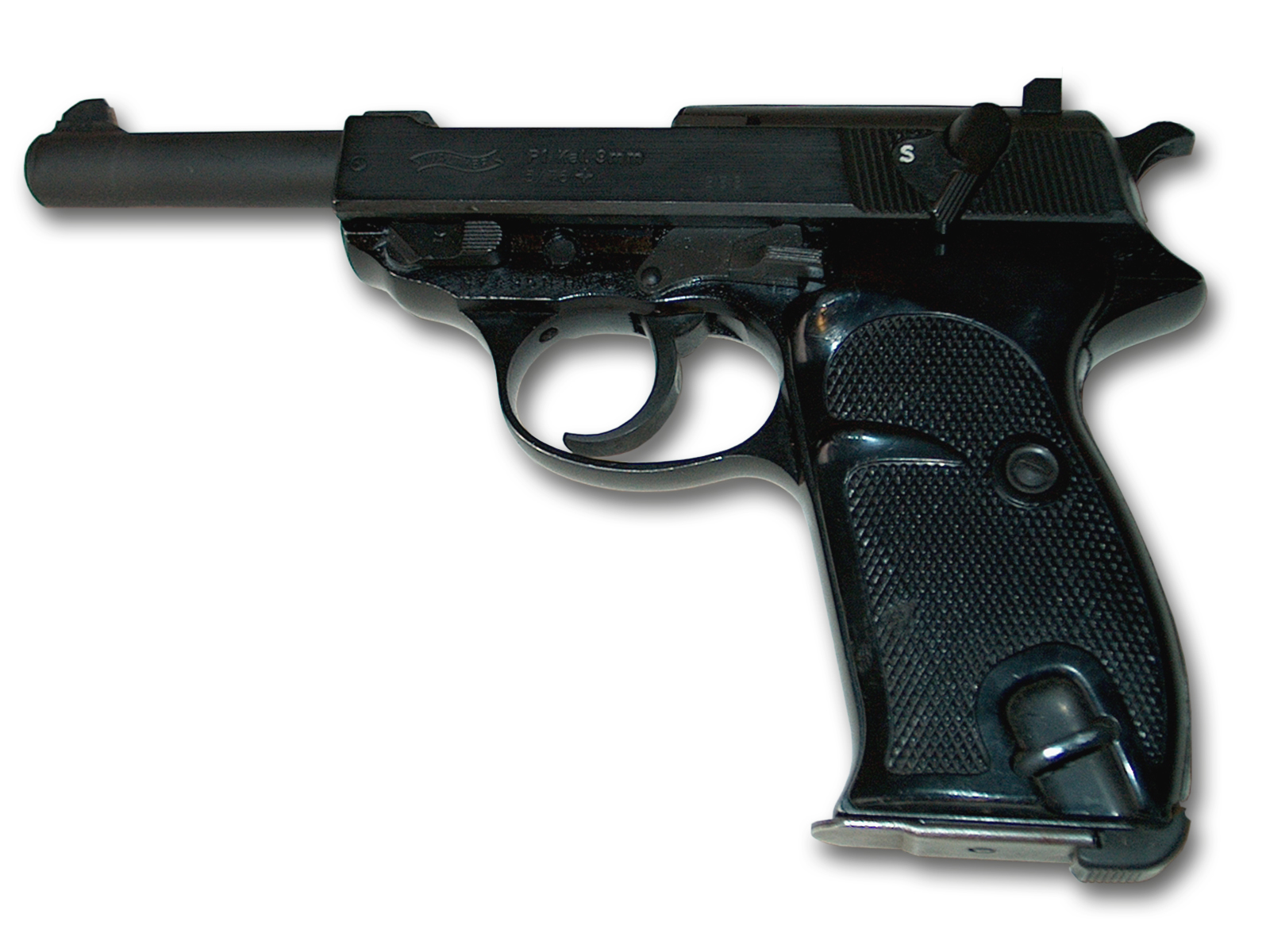
Una Walther P1

La P38 può essere descritta come una pistola semiautomatica con chiusura geometrica a blocco oscillante, scatto ad azione singola e doppia, cane esterno, mire fisse e carrello aperto. Prima di descrivere la tecnica di questa arma è necessario premettere che il progetto della P38/P1 fu a suo tempo molto avanzato, in un momento storico in cui le più avanzate pistole erano ancora in sola singola azione e non presentavano una sicura inerziale al percussore. La P38/P1 ha introdotto soluzioni oggi considerate, dai più, necessarie su una moderna pistola destinata all'adozione militare.
La chiusura dell'arma è di tipo stabile/geometrico, necessariamente non labile visti i mediamente potenti calibri impiegati (a parte il più debole .22 LR). Questa chiusura è detta "a blocco oscillante" (brevetto Walther). Nella fattispecie, sotto la canna è posto un blocco macchinato di forma complessa, dotato di due alette o "tenoni" laterali; questi creano il vincolo con il carrello, sistemandosi, in fase di chiusura, in due recessi ricavati nello stesso. Durante la fase di sparo, carrello e canna rinculano solidalmente per circa 8 mm, dopo i quali un pistoncino imperniato sotto la canna e con una punta a profilo parabolico intercetta il fusto e va a premere, dall'altro lato, contro un piano a profilo iperbolico ricavato mediante fresatura all'interno del blocco stesso; questa azione determina il basculamento della parte posteriore del blocchetto, con l'uscita dei due tenoni dalle sedi, svincolando la canna e lasciando che il carrello proceda nella sua corsa retrograda. La presenza di due piani inclinati, uno ricavato sul blocco oscillante e uno sul fusto, riporta poi il sistema alla sua posizione iniziale nel momento in cui la canna ritorna in chiusura spinta dall'azione delle due molle di recupero. Questo tipo di chiusura gode tuttora di un grande successo, essendo stata riproposta, ad esempio, sulle Beretta serie 92/96/98.
Il carrello è in acciaio macchinato dal pieno; è di tipo aperto e quindi presenta un'area utile all'espulsione dei bossoli estesissima (riducendo così i rischi di un inceppamento derivante dallo svolgimento di questa operazione). In esso è contenuto l'intero sistema delle sicure e sul lato sinistro si trova il comando della sicura manuale; nell'otturatore è inoltre posizionato il percussore, con relativa molla, che è di tipo flottante. Nella parte inferiore del carrello sono ricavate le guide in negativo per l'innesto sul fusto, il quale porta sulle guide stesse le due molle di recupero, una per lato con i relativi guidamolla. Il cielo del carrello, aperto, viene chiuso mediante un elemento in acciaio stampato dotato di appendici elastiche, che reca anche la tacca di mira. All'interno di esso si trova anche l'avvisatore di cartuccia in canna, costituito da un lungo piolo caricato a molla che va ad appoggiarsi, ad arma in chiusura, sul fondello della cartuccia eventualmente camerata e, sporgendo quindi di un paio di mm dalla porzione di carrello situata tra la tacca e il cane abbattuto, permette all'operatore di accertarsi sia visivamente che in maniera tattile (ad esempio al buio) della presenza di un colpo in canna pronto per essere esploso.
Sulla sinistra è montato il tozzo e massiccio estrattore, e sullo stesso lato è presente la leva della sicurezza manuale, che assolve a due importanti funzioni. Ruotando la leva di sicura verso il basso, si provoca la rotazione del barilotto interno, a lei solidale, che mentre con una propria appendice intercetta il percussore (e ne assorbe dunque la caduta), dall'altro lato mediante una porzione di circonferenza preme su una levetta sporgente dalla parte superiore del fusto provocando la caduta del cane, il quale si appoggia quindi sul percussore stesso senza causare la partenza del colpo. In ultimo la sicura, spostando leggermente in basso la barra di trazione presente sulla parte destra del fusto, disconnette la catena di scatto. È così possibile disarmare la pistola in totale sicurezza, ed essere al contempo successivamente pronti al fuoco in doppia azione (una volta tolta la sicura) mediante una semplice pressione sul grilletto, che provocherà il sollevamento del cane e il suo successivo abbattimento. Ragionevolmente, il movimento completo della doppia azione, aumenta sia la corsa del grilletto (per retrarre il cane), che la durezza del moto, rispetto allo sparo in singola azione.
Il fusto delle P38 prebelliche e belliche è in acciaio lavorato dal pieno, benché su alcuni esemplari bellici, esso è in lamierone d'acciaio stampato. Dopo la seconda guerra mondiale, per alleggerire l'arma estrinsecando le potenzialità in questo senso del suo design, venne adottato un fusto in lega di alluminio per utilizzi aeronautici (duralluminio/avional, lega del gruppo 2000 ad alta resistenza e bassa densità). E, un ulteriore miglioramento fu l'introduzione di un traversino esagonale di scarico delle forze nel fusto, per allungare la vita operativa dell'arma.
Il fusto contiene anche il traversino rotante per lo smontaggio con relativo comando; oltre a ciò in esso si trovano l'intero gruppo di scatto, l'espulsore e la leva dell'hold open.
Durante il periodo bellico, stante la pressante richiesta da parte delle forze armate tedesche, essa venne prodotta anche da molte altre ditte, quali la Mauser, la Česká Zbrojovka (poi Böhmische Waffenfabrik AG) e la Spreewerk di Spandau. Ad ogni ditta, per motivi di segretezza, fu assegnato un codice in lettere da incidere sull'arma al posto del nome in chiaro. Per esempio le tre ditte citate ebbero codice byf, fnh, cyq rispettivamente. Esiste anche una variante a canna corta da 70 mm, denominata P38K (Kurz-Pistole 38).

## Utilizzatori
- Austria[2]
- Ciad: variante P1.[2]
- Cile: Esercito cileno.[3]
- Finlandia: Caschi blu, variante P1.[4]
- Francia: sostituita negli anni '50.[5]
- Germania: variante P1.[2]
- Libano[2]
- Macedonia del Nord: variante P1.[2]
- Mozambico[2]
- Germania nazista[3]
- Norvegia:[6]
- Pakistan[2]
- Portogallo: Esercito portoghese.[3]
- Germania Ovest[3]
- Repubblica Sociale Italiana : variante HP.
- Croazia Ustascia: variante HP
- Svezia: variante HP (denominata M/39)

## La P.38 come simbolo degli anni di piombo

Autonomi che agitano le tre dita, simbolo della P38

Negli anni settanta la P38 era un'arma talvolta usata dai gruppi armati extraparlamentari, che soprattutto all'inizio si procurarono le armi grazie a cessioni di vecchi depositi partigiani (i partigiani a loro volta le avevano sottratte o sequestrate ai militari tedeschi, spesso dopo la sconfitta quando i membri della Wehrmacht e delle Waffen-SS dovettero cedere le armi), e l'arma era così entrata nell'immaginario collettivo divenendo un'icona degli anni di piombo. Ad onor del vero la sua presenza tra le file dei movimenti sovversivi era sopravvalutata, in quanto i gruppi armati si procuravano le armi soprattutto mediante furti o rapine, attingendo al mercato "civile", ed in quegli anni in Italia un comune calibro detenibile da un privato dotato di licenza era il 7,65 mm (Browning o parabellum); per cui le armi utilizzate durante quegli anni erano perlopiù in questo calibro, o in calibro .22, oppure appunto si trattava di revolvers nel diffuso ".38 special", che alimentava l'equivoco. Fondamentale era infatti la possibilità di reperire munizionamento, e com'è noto il calibro 9 mm para era allora vietato in Italia; la celebre pistola mitragliatrice "Vz 61 Skorpion" cecoslovacca (utilizzata anche per l'assassinio di Aldo Moro) era ad esempio proprio in calibro 7,65 × 17 mm Browning. Spesso dunque negli articoli di cronaca e di costume, a partire da quegli anni, tutte le armi in calibro .38 vengono definite (equivocando) "P38" o "P38 special": invece ovviamente la P38 è in calibro 9 mm parabellum. La differenza è sostanziale: nel caso della P38 il numero è riferito alla data di adozione (1938), invece, la dizione "calibro .38" è da intendersi riferita a un calibro nominale indicato in centesimi di pollice (.38 Special), secondo l'uso anglosassone, in questo caso per arma a tamburo. Anche la famosa e controversa copertina del settimanale Der Spiegel che raffigurava un revolver posato su un piatto di spaghetti è ricordata come "quella della P38".
Celeberrima è rimasta la fotografia dell'autonomo Giuseppe Memeo (poi militante dei Proletari Armati per il Comunismo) che, durante una manifestazione, punta con entrambe le braccia tese un'arma contro la polizia: creduta per anni una P38, si tratta in realtà di una comune Beretta calibro .22, con la canna lunga e non silenziata. Le pistole a canna lunga, specie le diffusissime Beretta (in uso anche tra le forze di polizia, sia quelle a canna corta che lunga), furono quindi accomunate a livello popolare con le P.38, vista la somiglianza nell'aspetto.

## Influenza culturale
- Una Walther P38 è la pistola preferita dal personaggio di Lupin III, creato da Monkey Punch negli anni sessanta; è anche il titolo dello special televisivo del 1997 Lupin III - Walther P38; in esso Lupin rivela di aver usato una P38 argentata agli inizi della carriera, la stessa pistola che mette in moto le vicende del film portandolo a ritrovare un complice che lo tradì sparandogli con quella stessa arma.
- La U.N.C.L.E. Special, arma usata dal protagonista della serie Organizzazione U.N.C.L.E., è una Walther P38 modificata con mirino, silenziatore e caricatore aggiuntivi che può trasformarsi in carabina automatica e sparare dardi soporiferi.
- La Walther P38 (o meglio la succitata U.N.C.L.E. Special) è la forma terrestre in cui si trasforma il personaggio di Megatron nella prima serie animata dei Transformers e in molte delle serie a fumetti (l'edizione della Marvel Comics, della Dreamwave e della IDW Publishing). Il giocattolo originale e le sue repliche hanno la medesima forma; ad esso è ispirato anche l'equivalente nella linea Transformers Classics, che tuttavia si trasforma in una pistola della Nerf, la Maverick.
- Una Walther P38 appare al centro della trama del romanzo di Italo Calvino Il sentiero dei nidi di ragno, in cui il protagonista Pin, un ragazzino di 12 anni che si unisce ai partigiani, la ruba al marinaio tedesco amante della sorella, nel primo capitolo.